# Pedro Andersson
Pedro Andersson (Lisboa, 1973) jornalista e escritor na área das finanças pessoais. Convidado para ser um dos fundadores da Sic Notícias e é autor e coordenador da rúbrica “Contas-poupança”.

## Biografia
Pedro Andersson nascido em Portugal no ano 1973. Aos 16 anos foi um dos interlocutores duma rádio local, a “Rádio Clube da Covilhã”. 
Licenciado em Comunicação Social na Universidade da Beira Inteior.
Realizou o seu estágio curricular na TSF, durante três meses onde depois ficou a trabalhar durante cinco anos.
Posteriormente, em 2001 foi convidado para a Sic Notícias, onde em 2011 criou a rúbrica “Contas-poupança”.
Autor da série de livros “Contas-poupança” lançando o seu primeiro livro  “Contas-Poupança – Poupe Ainda Mais, Invista Melhor” em setembro de  2016.

## Prémios e Reconhecimento
Em 2001 é convidado pelo Nuno Santos para ser um dos Fundadores da Sic Notícias. Continuou na Sic e criou a rúbrica “Contas-poupança”, mantem-se como coordenador e autor da rúbrica comercial da mesma.
Dia 18 de Janeiro de 2019,  lidera debate tendo como tema “Jornalismo ao serviço do cidadão”  na Bilblioteca municipal da Covilhã.

## Obra
É autor da série de livros Contas-poupança, publicada pela Contraponto, que conta com quatro volumes e mais de 45 mil exemplares vendidos:
- 2016- Contas-Poupança: Viva Melhor com o Mesmo Dinheiro, editado pela Contraponto.

- 2018- Contas Poupança: Poupe Ainda Mais, Invista Melhor, editado pela Contraponto.

- 2020- Contas Poupança: Vença a Crise com Inteligência, editado pela Contraponto.

- 2022- Contas Poupança: Como Superar a Inflação, editado pela Contraponto.

- 2023- Ganhar Dinheiro: Como Criar Riqueza Com Um Salário Normal, editado pela Contraponto.